# 博伦巴赫
博伦巴赫是德国莱茵兰-普法尔茨州的一个市镇。总面积3.77平方公里，总人口151人，其中男性73人，女性78人（2011年12月31日），人口密度40人/平方公里。